# Sulpice Gaubier
Sulpice Gaubier est un architecte, juré expert et entrepreneur français mort à Paris, rue d'Aguesseau, le 21 mai 1754.

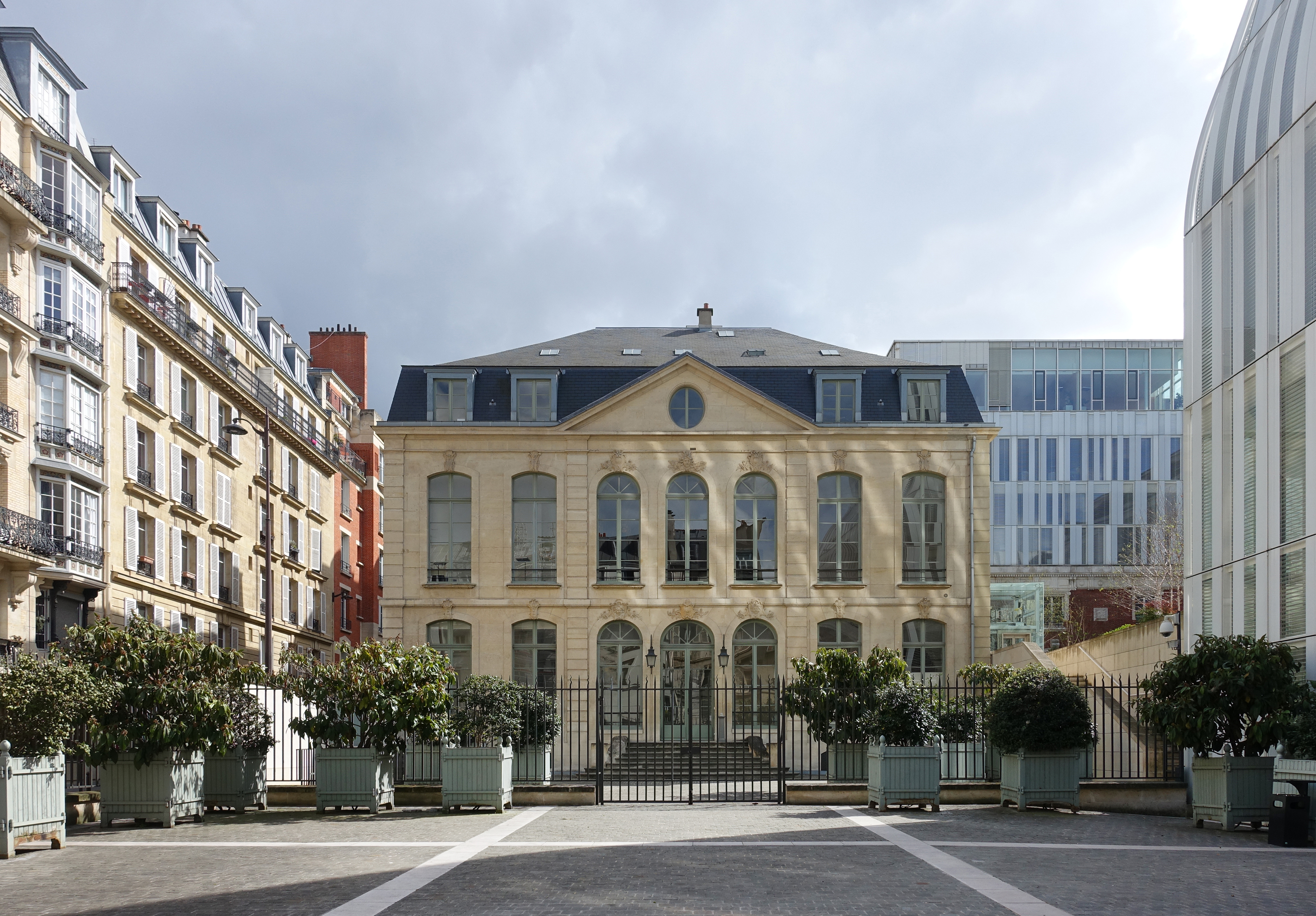
Hôtel de Choiseul-Praslin

## Ouvrages
- Hôtel de Choiseul-Praslin, siège de la Banque Postale.
- Fonderie de Chaillot, en 1720.
- 6 immeubles rue d'Aguesseau, en 1725.
- des maisons rue Saint-Honoré, rue du Petit-Lion-Saint-Sulpice et rue du Brave.

Son fils Edme lui succéda.

## Sources
1. ↑  https://www.geneanet.org/registres/view/174638/214?individu_filter=3482460

- Michel Gallet, Les architectes parisiens du XVIIIe siècle, Paris, 1995.